# Martes foina
La garduña (Martes foina) es una especie de mamífero carnívoro de la familia Mustelidae. Es un depredador nocturno de tamaño mediano.

## Distribución
Se encuentra en el sur y centro de Europa hasta los países bálticos, Anatolia y los países mediterráneos del este, incluyendo las islas de Creta, Rodas y Corfú, Cáucaso, Irán, Irak, Mongolia, vertiente norte del Himalaya y China. Hay también una población establecida en Wisconsin (Estados Unidos) proveniente de ejemplares huidos del comercio de mascotas.

## Características

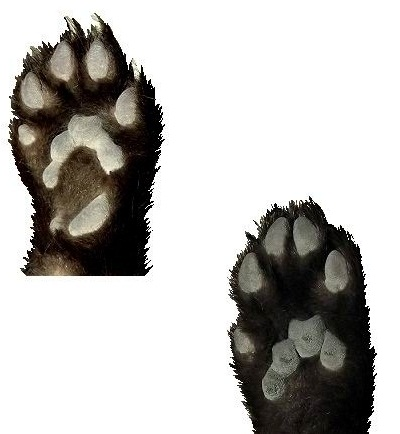
Extremidades de garduña.

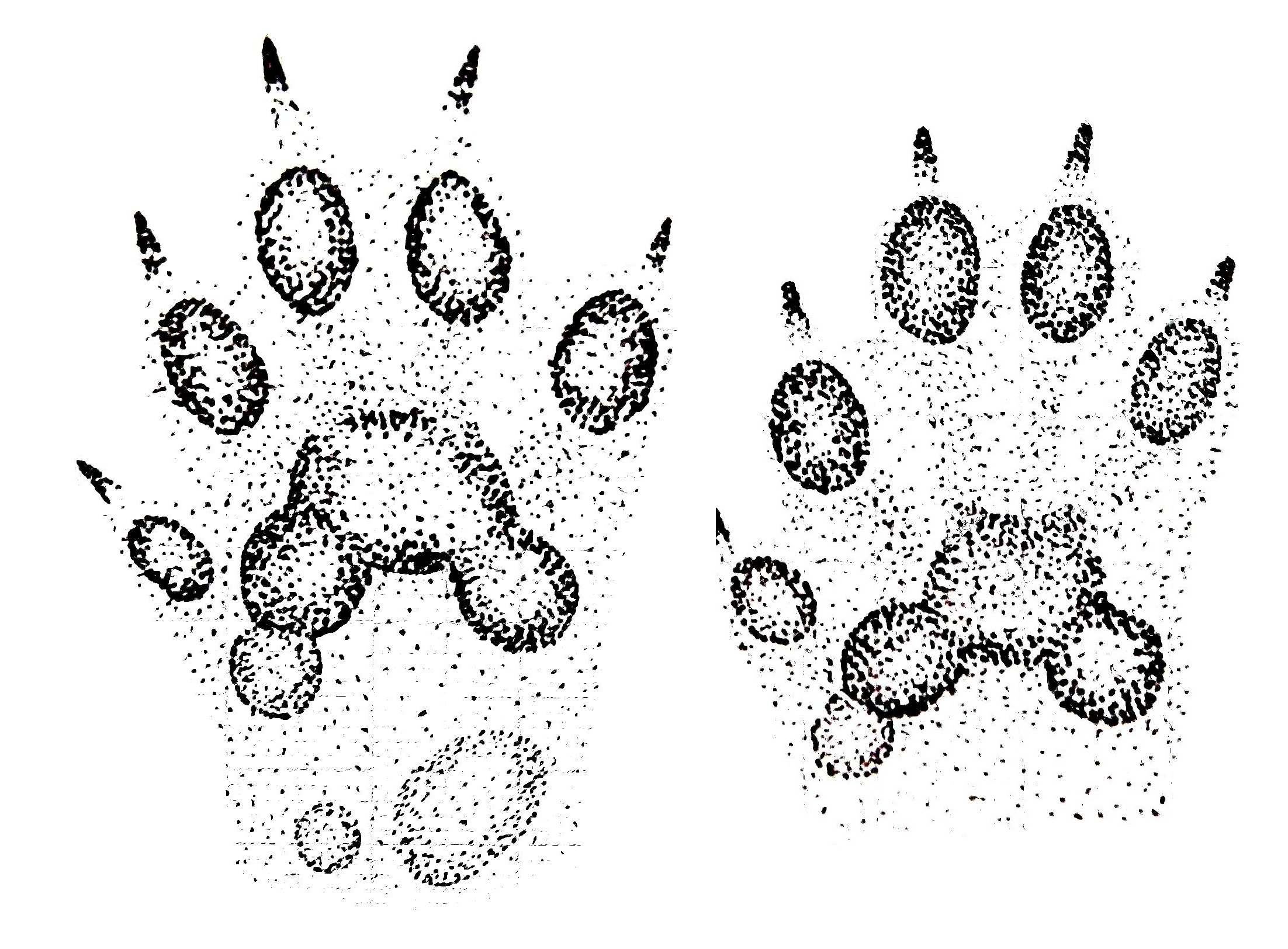
Huellas de garduña.

En estado adulto, la garduña mide entre 40 y 50 cm de longitud, la cola mide entre 21 y 27 centímetros, y su peso oscila entre 1 y 2 kg. Muy parecida a la marta (Martes martes), no en vano tienen antepasados comunes, pero es ligeramente más paticorta y corpulenta, tiene el hocico más chato y las orejas más pequeñas, y se distingue de aquella por su babero de color blanco que se abre en horquilla hacia las extremidades delanteras. Tiene un excelente oído y muy buena vista y olfato.
El cráneo es similar al de la marta, pero es de menor tamaño, con una longitud de casi 8 cm.
Su fórmula dentaria es la siguiente: 3/3, 1/1, 4/4, 1/2 = 38.

## Hábitat
Es estrictamente nocturna, y se puede ver por toda la península ibérica por bosques, matorrales, roquedos o zonas rurales y suburbanas. Extinta en Ibiza. Vive en zonas muy soleadas, normalmente prados, zonas montañosas y rocosas con poca vegetación. Se ha adaptado a lugares donde vive el hombre y caza en granjas, pero también se puede encontrar en bosques como encinares.

## Comportamiento y alimentación
Se alimenta de pequeños roedores, pequeños mamíferos, pájaros, anfibios, huevos, insectos, fruta y miel. Es un animal solitario. Se desplaza rápidamente a saltos por su amplio territorio de caza que puede ser de 2 a 10 km y no duda en defenderlo de otros machos adultos. Suele disponer de varias madrigueras entre rocas y tocones de árboles viejos las cuales ocupa indistintamente. Muy a menudo vive sola en su madriguera (un hueco entre rocas, en un árbol u ocupado anteriormente por otro animal), marca su territorio que, normalmente, es de 80 hectáreas y es básicamente nocturna y silenciosa.

## Reproducción
Las garduñas alcanzan la madurez sexual entre los 18 meses y los 3 años. La garduña tiene dos épocas de reproducción al año, la primera durante el mes de febrero y la otra entre junio y agosto. Al ser de costumbres solitarias, machos y hembras únicamente se juntan para aparearse. Los machos se pelean y gritan, recorren largas distancias hasta encontrar una hembra. Este período de salida dura unos 15 días. La hembra retendrá los espermatozoides vivos del macho en su interior hasta más o menos el mes de enero debido a la implantación diferida. La gestación dura unos 56 días. Cría a partir del mes de marzo en madrigueras o bajo las cavidades de los bloques de piedras. Puede tener de 3 a 7 crías. Las alimentan gracias a sus cuatro glándulas mamarias.

## Subespecies
Se reconocen las siguientes subespecies:
- Martes foina foina
- Martes foina bosniaca
- Martes foina bunites
- Martes foina kozlovi
- Martes foina intermedia
- Martes foina mediterranea
- Martes foina milleri
- Martes foina nehringi
- Martes foina rosanowi
- Martes foina syriaca
- Martes foina toufoeus

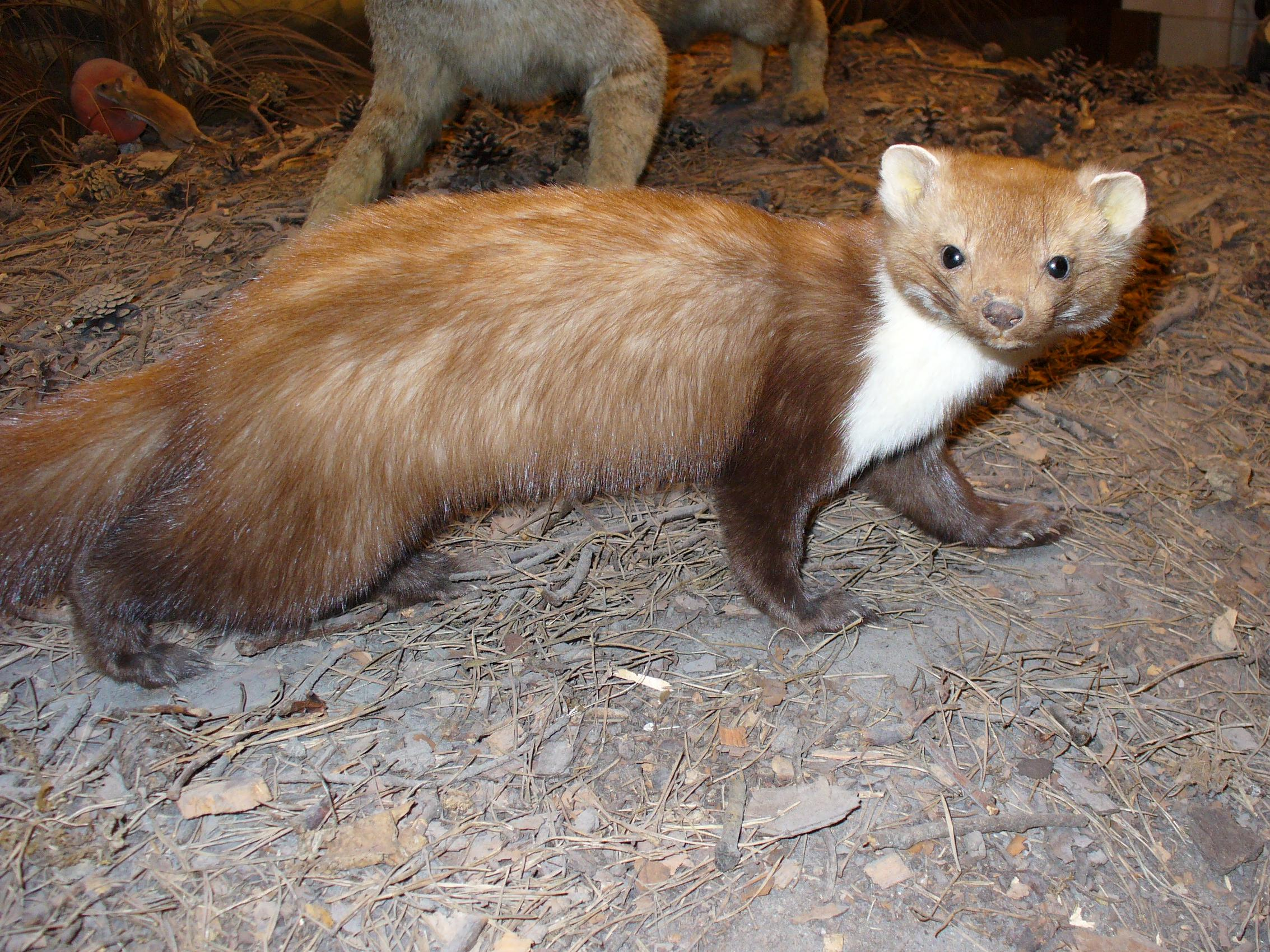
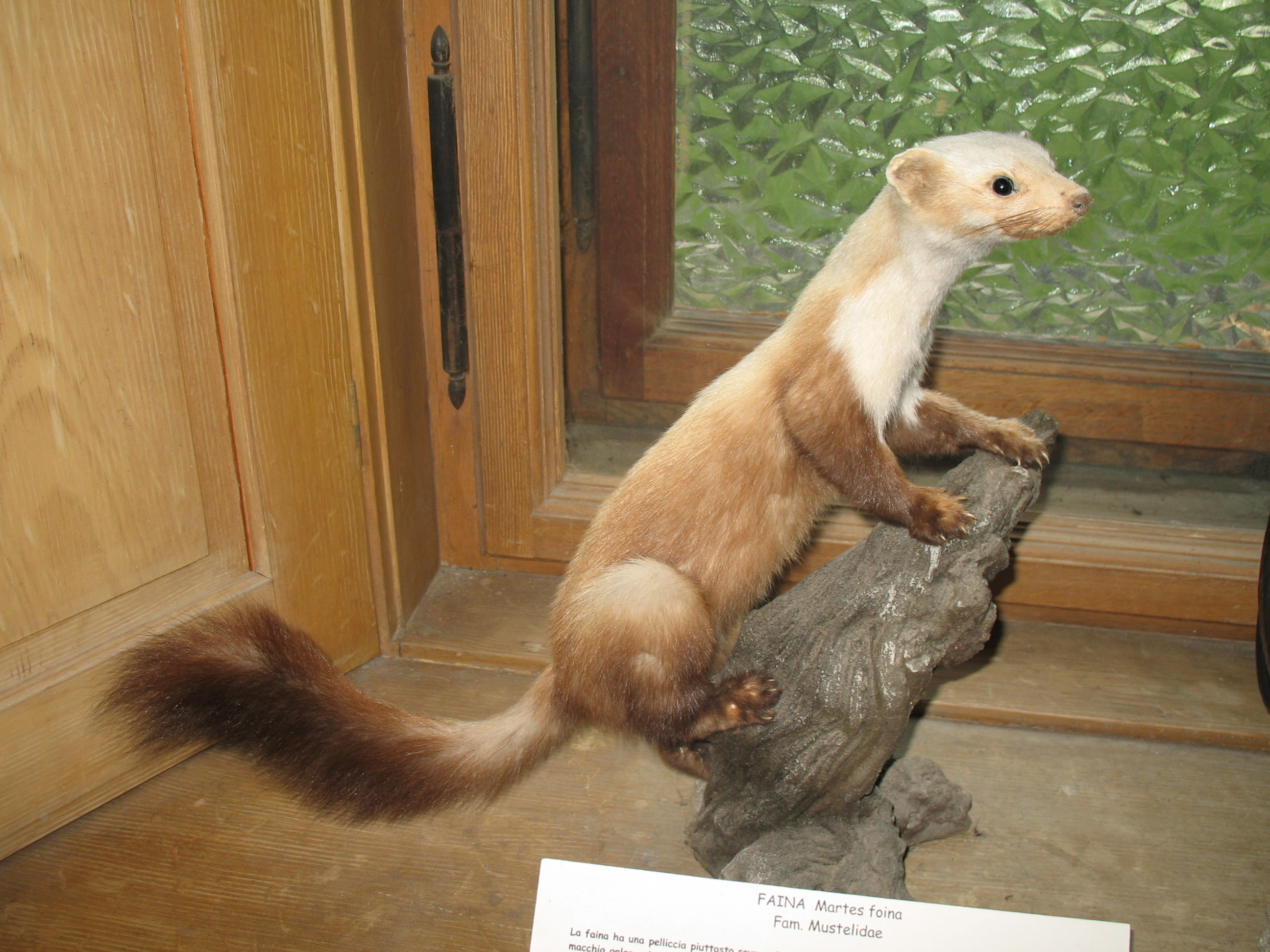
Ejemplar de un museo de Gressoney-Saint-Jean, en el Valle de Aosta (Italia).
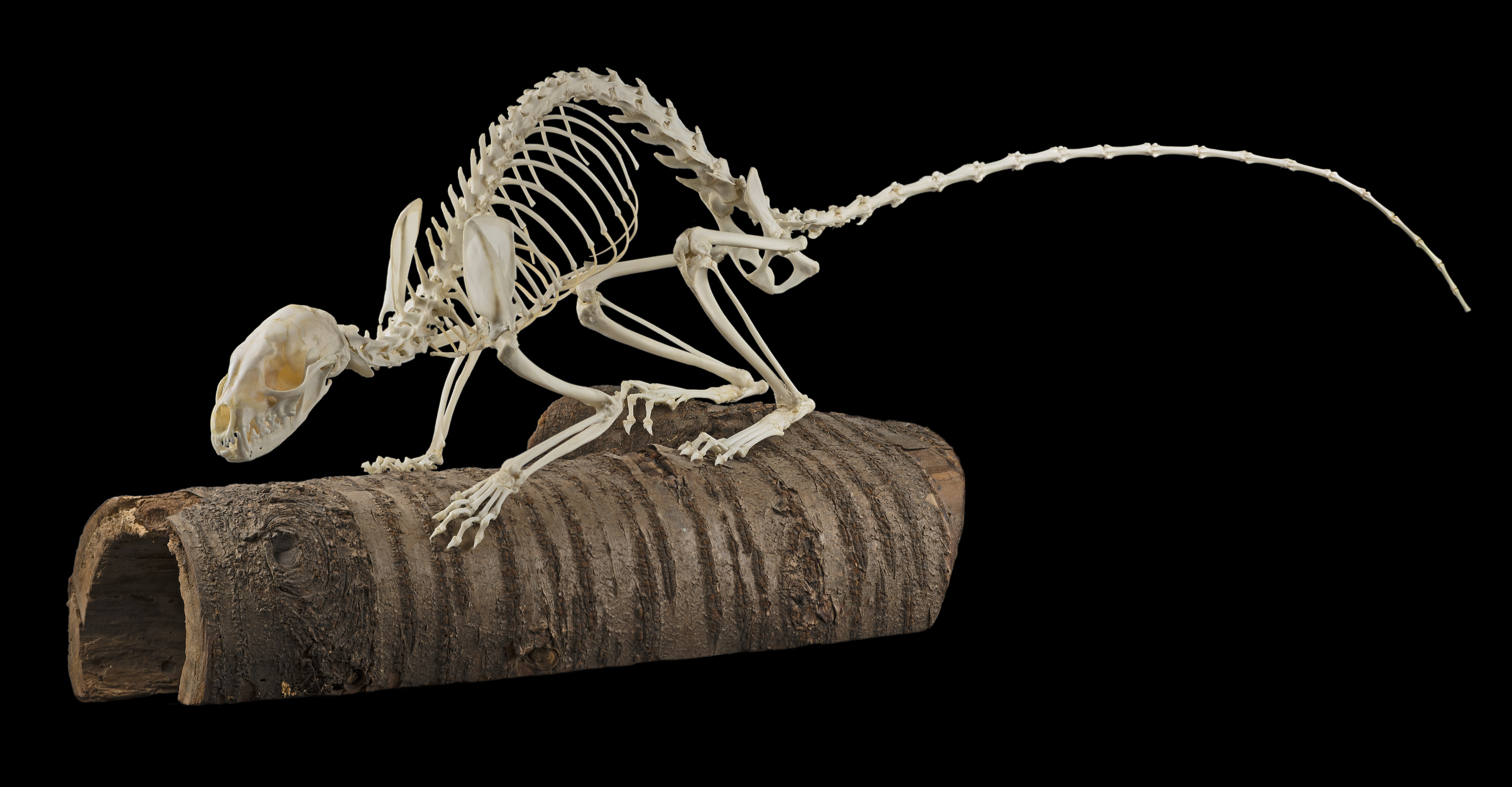
Esqueleto de garduña.
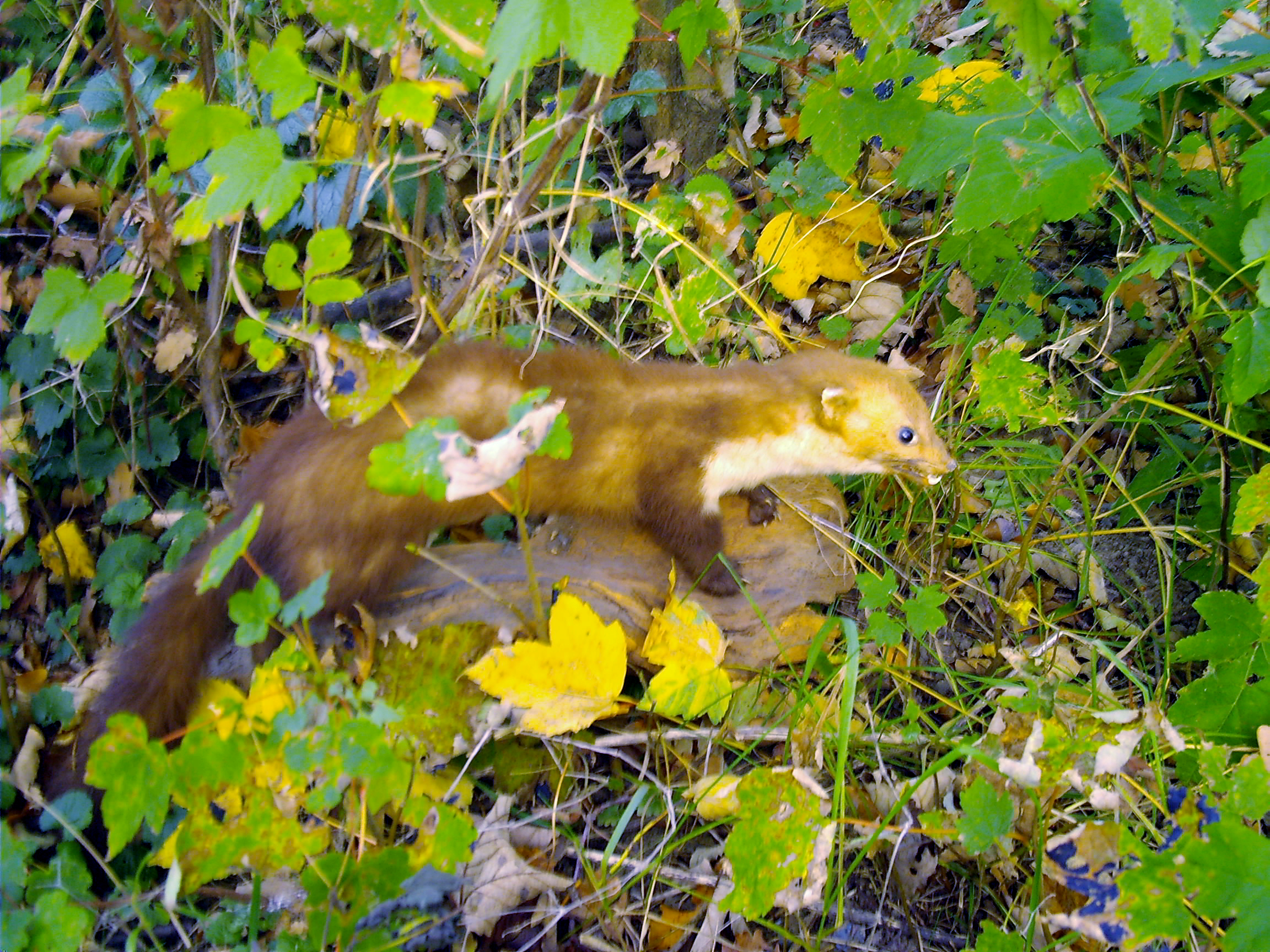

## Garduñas en la cultura

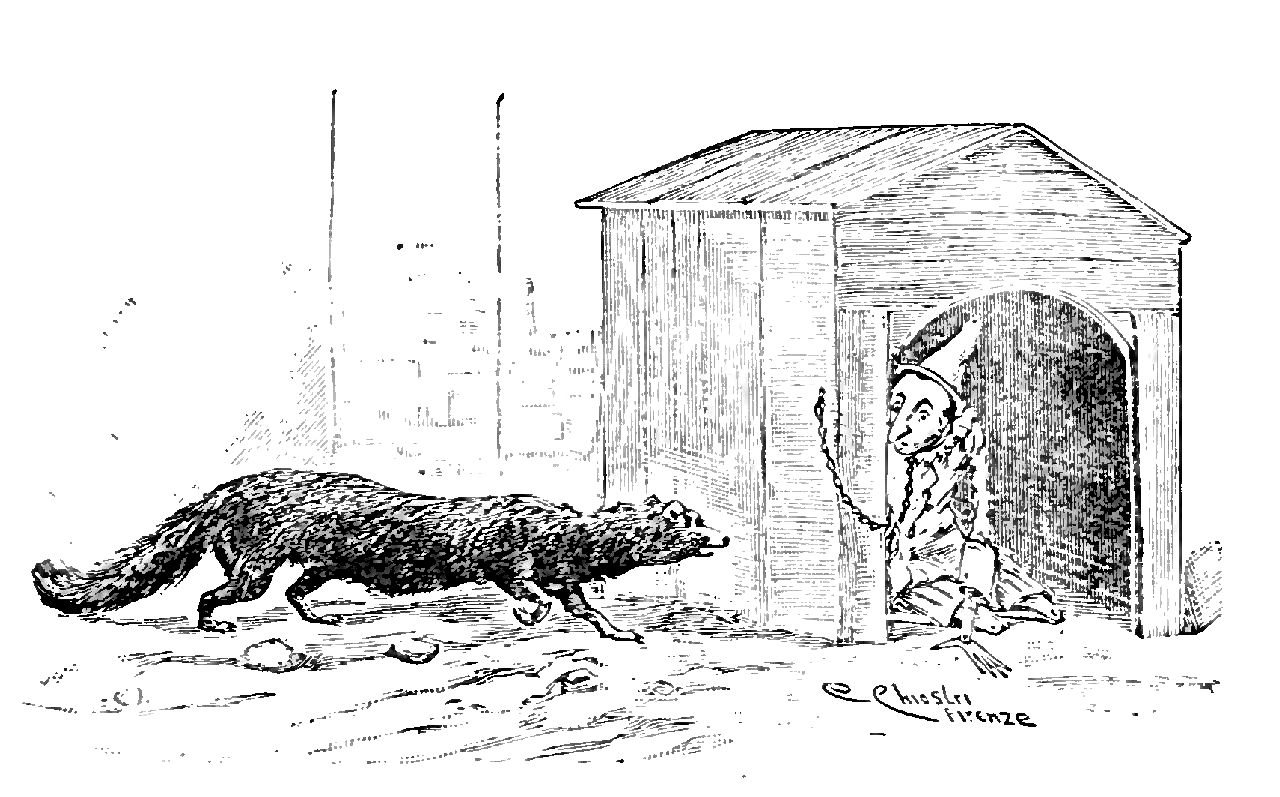
Pinocho, reemplazando al perro Melampo, descubre a una garduña.

Las garduñas hacen aparición como villanos menores en la novela Las aventuras de Pinocho, de Carlo Collodi. En el capítulo XXII, por la noche llegan al gallinero unas garduñas e intentan hacer con Pinocho el mismo trato que tenían con el antiguo perro guardián (Melampo), pero Pinocho no hace el trato y denuncia a las garduñas. El campesino libera a Pinocho como recompensa por haber sido fiel.